# 오포도서관
오포도서관은 경기도 광주시에 있는 시립도서관이다.

## 연혁
- 2010년 2월 26일 개관

## 시설현황
- 3층: 사무실, 도서정리실, 문화강좌실1·2, 다목적강당
- 2층: 열람실1·2, 문헌자료실, 전자정보실
- 1층: 보존서고, 어린이열람실, 전기·기계실

## 이용 안내
이용 시간
- 열람실: 매일 08:00~23:00 (휴관일은 09:00~18:00)
- 문헌자료실: 평일 09:00~22:00 / 토·일요일 09:00~18:00
- 어린이열람실·전자정보실: 매일 09:00~18:00

휴관일
- 매주 금요일, 정부지정 법정공휴일